# Antirrhinum barrelieri

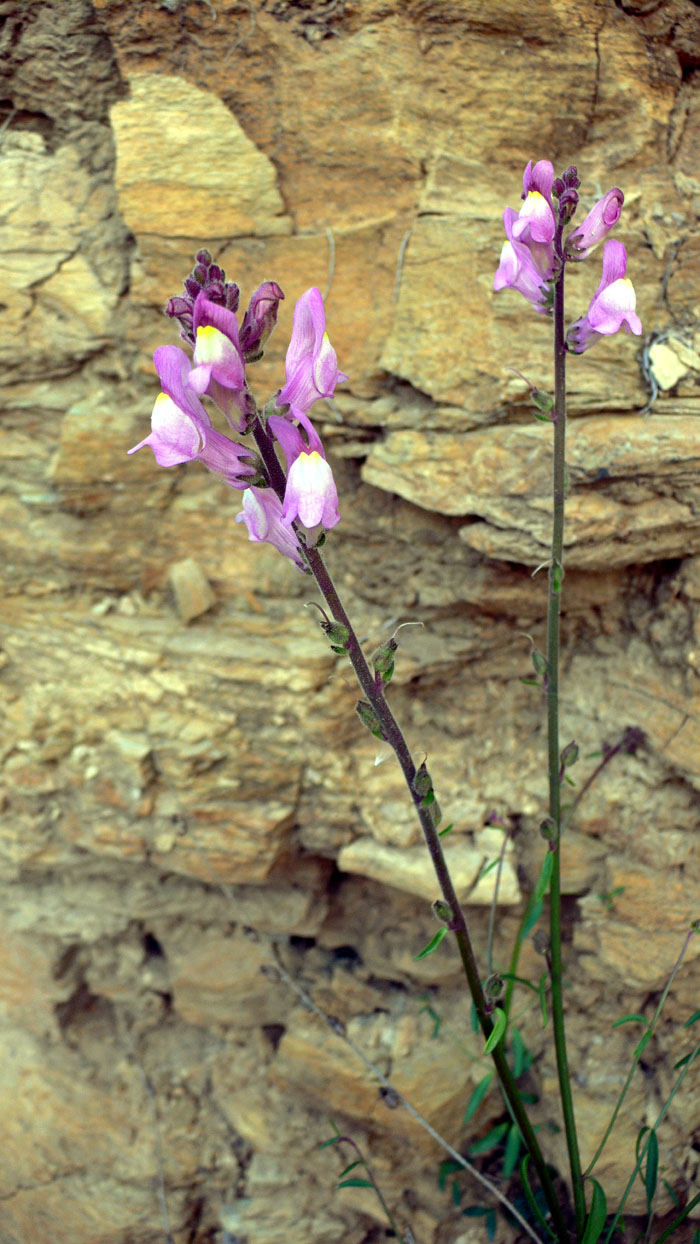
Vista de la planta

Antirrhinum barrelieri, coneguda popularment com a conillets o gatets, és una espècie de planta de la família de les escrofulariàcies.

## Descripció
És una planta elevada i molt ramificada, que pot arribar a fer més d'un mentre d'alçada. Les tiges són glanduloses a la part pròxima a la inflorescència mentre que en són glabrescents a la part inferior. Té fulles linears, d'1 a 4 mm d'amplària. Floreix de març a juliol. Les flors són molt vistoses, de color rosa violaci i de 20 a 25 mm de longitud. La subespècie barrelieri es diferencia de la litigiosum pel fet que la primera té els segments del calze linears amb l'àpex agut, mentre que la segona té els segments del calze obtusos, ovats i la corol·la és més gran.

## Distribució i hàbitat
És natural de la regió del Mediterrani occidental, on creix en matollars, pedregars i penyals sobre diversos tipus de terreny, en sòls pedregosos i parets, sobretot calcaris.

## Taxonomia
Antirrhinum barrelieri va ser descrita per Alexandre Boreau i publicada en Index Seminum (ANGGA) 1854: 2. 1854.

### Etimologia
- Antirrhinum: nom genèric que deriva de les paraules gregues anti = 'com' i rhinon = 'nas', pel fet que les flors semblen apèndix nasals.[4]
- barrelieri: epítet atorgat en honor del botànic francés Jacques Barrelier (1606-1673), autor de Plantae per Galliam, Hispaniam et Italiam Observatae, Iconobus Aeneis Exhibitae (París, 1714).

#### Sinonímia
- Antirrhinum barrelieri var. algeriense Samp. ex Pires de Lima
- Antirrhinum barrelieri var. cirrhosum Rouy
- Antirrhinum barrelieri var. latifolium Willk.
- Antirrhinum barrelieri var. piliferum Rouy
- Antirrhinum barrelieri f. piliferum (Rouy) Rothm.
- Antirrhinum barrelieri var. reeseanum Maire
- Antirrhinum boissieri Rothm.
- Antirrhinum controversum Pau ex Sennen
- Antirrhinum graniticum subsp. boissieri (Rothm.) Valdés
- Antirrhinum hispanicum var. giennense Cuatrec.
- Antirrhinum ibanyezii Jiménez & Pau
- Antirrhinum majus subsp. ambiguum (Lange) Malag.
- Antirrhinum majus subsp. barrelieri (Boreau) Malag.
- Antirrhinum murale subsp. barrelieri Samp.[5]